# Barmánci

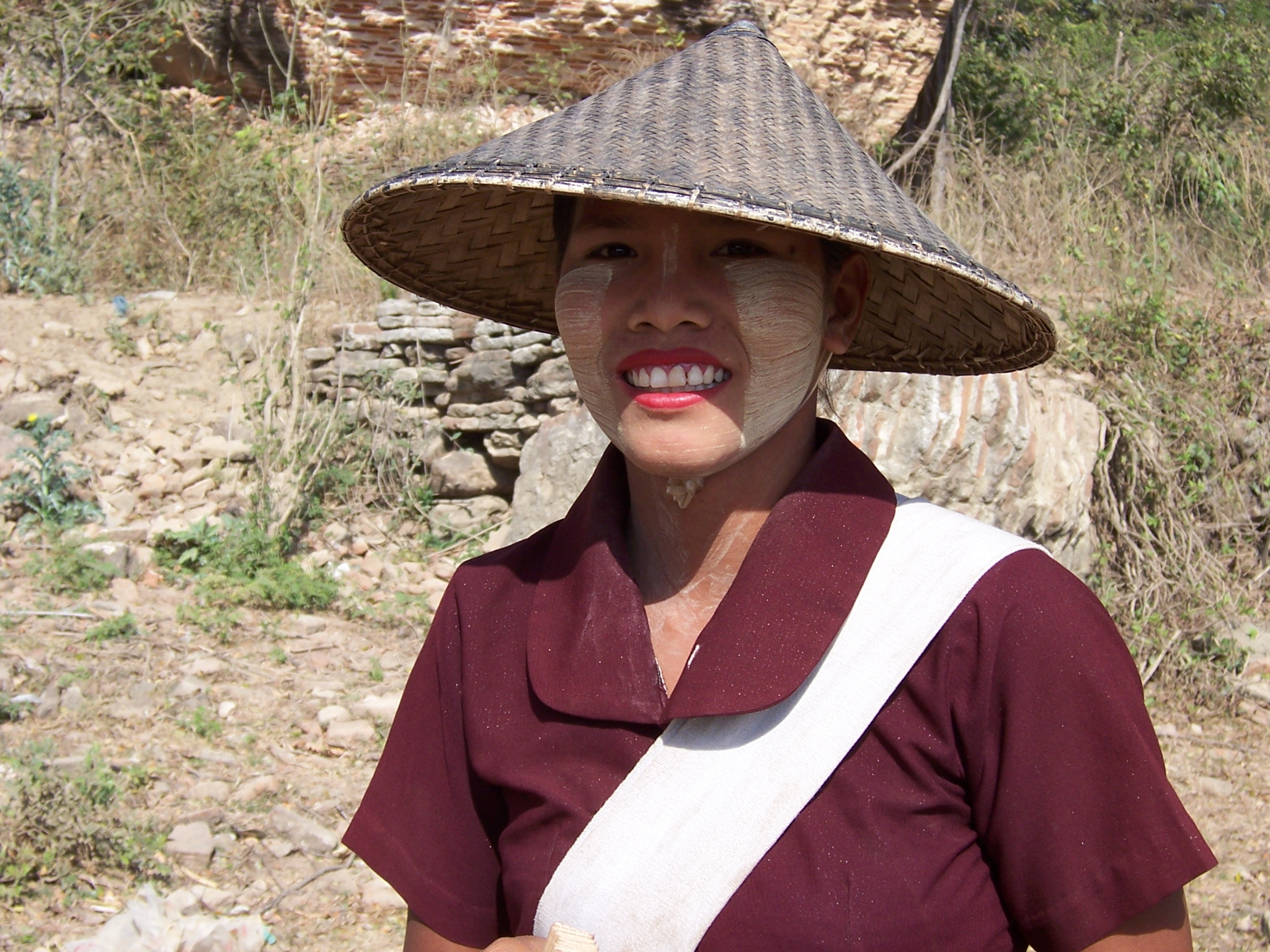
Barmánská dívka s pomalováním tváří zvaným thanaka.

Barmánci jsou dominantní etnická skupina v Myanmaru (Barmě), čítající asi 30 milionů osob. Jazykově patří k tibetsko-barmské větvi tibeto-čínské jazykové rodiny. Velká většina Barmánců jsou buddhisté thérávádského směru, malá menšina pak muslimové. Přišli hlavně v 2.–6. stol. z jihovýchodního Tibetu.